# Xylocopa alticola

Xylocopa alticola é uma espécie de abelha carpinteira nativa da Africa.
A espécie foi descrita por Hans Hedicke em 1938.
O Instituto Smithsonian tem espécimes coletados do Monte Kilimanjaro, na Tanzânia.